# Vilma Koivisto
Vilma Koivisto (21 november 2002) is een voetbalspeelster uit Finland. Ze speelt als middenvelder voor Linköpings FC in de Damallsvenskan.

## Clubcarrière
Koivisto begon met voetballen bij RoPS in haar geboortestad Rovaniemi. In 2018 vertrok ze naar Zweden, waar ze voor Piteå IF ging voetballen. Ze tekende haar eerste contract bij de club op 18 december 2018. In 2020 debuteerde Koivisto in de Damallsvenskan op 26 juni in een uitwedstrijd tegen Umeå IK. Na het seizoen 2020 maakte ze de overstap naar deze club. Een jaar later verlengde Koivisto haar contract bij Umeå IK tot 2022. Aan het einde van het seizoen 2022 degradeerde Koivisto met haar club uit de Damallsvenskan. Op 9 januari 2023 maakte Koivisto een transfer naar IFK Norrköping, waarmee ze behouden bleef op het hoogste voetbalniveau van Zweden. Na een seizoen ging Koivisto bij Linköpings FC een nieuwe uitdaging aan.

## Statistieken
| Seizoen | Club           | Land   | Competitie     | Wedstrijden | Doelpunten |
| ------- | -------------- | ------ | -------------- | ----------- | ---------- |
| 2019    | Piteå IF       | Zweden | Damallsvenskan | 0           | 0          |
| 2020    | Piteå IF       | Zweden | Damallsvenskan | 18          | 1          |
| 2021    | Umeå IK        | Zweden | Elitettan      | 26          | 5          |
| 2022    | Umeå IK        | Zweden | Damallsvenskan | 26          | 4          |
| 2023    | IFK Norrköping | Zweden | Damallsvenskan | 26          | 3          |
| 2024    | Linköpings FC  | Zweden | Damallsvenskan | 26          | 1          |
| 2025    | Linköpings FC  | Zweden | Damallsvenskan | 0           | 0          |
| Totaal  | Totaal         | Totaal | Totaal         | 122         | 14         |

Laatste update: 18 maart 2025

## Interlandcarrière
Koivisto kwam als jeugdinternational uit voor Finland -23. Op 14 juni 2021 maakte ze haar debuut voor het Finse nationale team in een wedstrijd tegen Rusland. Koivisto maakte haar eerste interlanddoelpunt op 19 februari 2023 door in de 35ste minuut tot scoren te komen tegen Hongarije.
In 2023 was Koivisto onderdeel van de Finse selectie die voor het eerste in de geschiedenis de Cyprus Women's Cup wist te winnen.

## Privé
Koivisto is de dochter van voormalig profvoetballer Jarno Koivisto.